# NAGISA NO CASSETTE VOL.1
『NAGISA NO CASSETTE VOL.1』（なぎさのカセット・ヴォリューム・ワン）は、渚のオールスターズの1枚目のスタジオ・アルバム。1987年12月2日にCBS/SONY RECORDSから発売された。

## 内容
TUBEと亜蘭知子、織田哲郎、栗林誠一郎、スタジオ・ミュージシャンの伊藤一義を迎えた本作は、全12曲中6曲がTUBEのセルフカバー で、2曲が織田哲郎&9th IMAGE、「My Sweet Milky Baby」は織田哲郎が在籍していたWHYのカバーである(但しCDやレコードの帯にはオリジナル4曲と書かれており、TUBEの6thシングル「Dance With You」のカップリング曲「Stay Forever」もオリジナル曲扱いとなっていた)。
帯の説明文には「チューブ初のライブ感覚ベスト」と書かれており、ジャケット、CDのレーベル面、背文字部分にはアーティスト名が渚のオールスターズよりもTUBEが大きく表記されていた。
全曲の冒頭にキャプテン・ジョージ（現:ケビン・クローン）のDJが付いている。

## カバー
本作発売後、織田哲郎が1992年にシングル「いつまでも変わらぬ愛を」で「Why Did You Go Away」をセルフカバーした。

## 収録曲
- CDブックレットに記載されたクレジットを参照[2]。

| #  | タイトル                                                               | 作詞              | 作曲       | 編曲              | ボーカル                                       | 時間 |
| -- | ---------------------------------------------------------------------- | ----------------- | ---------- | ----------------- | ---------------------------------------------- | ---- |
| 1. | 「SUMMER DREAM」(原曲：TUBE)                                           | 亜蘭知子          | 織田哲郎   | 前田亘輝          | 前田亘輝 亜蘭知子 織田哲郎                     | 5:03 |
| 2. | 「BOYS ON THE BEACH」(原曲：TUBE)                                      | 亜蘭知子          | 織田哲郎   | 前田亘輝          | 亜蘭知子 前田亘輝 栗林誠一郎                   | 4:44 |
| 3. | 「ス・テ・キなサタデーナイト」(原曲：織田哲郎&9th IMAGE「土曜日の夜」) | 織田哲郎          | 織田哲郎   | 春畑道哉 角野秀行 | 織田哲郎 前田亘輝                              | 4:42 |
| 4. | 「Stay In My Eyes」(原曲：TUBE)                                        | 亜蘭知子          | 栗林誠一郎 | 前田亘輝          | 栗林誠一郎 亜蘭知子                            | 4:23 |
| 5. | 「SA・YO・NA・RA」(原曲：TUBE)                                         | 亜蘭知子          | 織田哲郎   | 織田哲郎          | 織田哲郎                                       | 4:40 |
| 6. | 「My Sweet Milky Baby」(原曲：WHY「Milky Baby」)                       | 亜蘭知子 織田哲郎 | 織田哲郎   | 織田哲郎          | 織田哲郎 前田亘輝 亜蘭知子 栗林誠一郎 伊藤一義 | 4:10 |

| #         | タイトル                                 | 作詞      | 作曲              | 編曲      | ボーカル                     | 時間  |
| --------- | ---------------------------------------- | --------- | ----------------- | --------- | ---------------------------- | ----- |
| 7.        | 「Sea Side Rock'n Roll」                 | 前田亘輝  | 栗林誠一郎        | 前田亘輝  | 前田亘輝 栗林誠一郎          | 3:52  |
| 8.        | 「Dance With You」(原曲：TUBE)           | 亜蘭知子  | 栗林誠一郎        | 前田亘輝  | 栗林誠一郎 亜蘭知子 前田亘輝 | 4:15  |
| 9.        | 「Why Did You Go Away」                  | 亜蘭知子  | 織田哲郎          | 織田哲郎  | 前田亘輝                     | 4:26  |
| 10.       | 「Stay Forever」(原曲：TUBE)             | 前田亘輝  | 前田亘輝 伊藤一義 | 春畑道哉  | 前田亘輝 伊藤一義            | 4:23  |
| 11.       | 「渚のMerry Boys」                       | 亜蘭知子  | 織田哲郎          | 織田哲郎  | 前田亘輝 織田哲郎 亜蘭知子   | 3:37  |
| 12.       | 「サンディー」(原曲：織田哲郎&9th IMAGE) | 亜蘭知子  | 織田哲郎          | 織田哲郎  | 織田哲郎                     | 6:06  |
| 合計時間: | 合計時間:                                | 合計時間: | 合計時間:         | 合計時間: | 合計時間:                    | 54:15 |

## スタッフ・クレジット
- CDブックレットに記載されたクレジットを参照[3]。

### 参加ミュージシャン
- TUBE
  - 前田亘輝 - ボーカル(#1 - 3, 6 - 11)
  - 春畑道哉 - ギター(#ALL)
  - 角野秀行 - ベース(#ALL)
  - 松本玲二 - ドラム(#ALL)
- 亜蘭知子 - ボーカル(#1, 2, 4, 6, 8, 11)
- 伊藤一義 - ボーカル(#6, 10)
- 織田哲郎 - ボーカル(#1, 3, 5, 6, 11, 12)
- 栗林誠一郎 - ボーカル(#2, 4, 6 - 8)

### 録音スタッフ
- 前田亘輝 - サウンド・プロデューサー
- 長戸大幸 – プロデューサー
- 小松久 – ディレクター
- 中島正雄 – ディレクター
- 渡部良 – ディレクター
- 坂本充弘 – レコーディング・エンジニア
- いしいひさと – アシスタント・エンジニア
- スタジオバードマン・ミキシング・チーム – アシスタント・エンジニア

### 美術スタッフ
- 仁張明男 – アート・ディレクション、デザイン
- 安江勉 - デザイン
- 森山徹 – 写真撮影
- 中村庸夫 - 写真撮影
- Sunaho Tsuchiya - スタイリスト

### その他スタッフ
- 橋爪健康 – エグゼクティブ・プロデューサー
- キャプテン・ジョージ - スペシャル・サンクス

## リリース日一覧
| No. | リリース日    | レーベル    | 規格 | カタログ番号 |
| --- | ------------- | ----------- | ---- | ------------ |
| 1   | 1987年12月2日 | CBS・ソニー | LP   | 28AH-2274    |
| 2   | 1987年12月2日 | CBS・ソニー | CT   | 28KH-2375    |
| 3   | 1987年12月2日 | CBS・ソニー | CD   | 32DH-854     |